# 김우철 (1982년)
김우철(한국 한자: 金禹喆, 1982년 3월 22일 ~ )은 대한민국의 전 축구 선수이며, 포지션은 공격수였다.